# هرمانية خشنة السويق
هرمانية خشنة السويق (الاسم العلمي:Hermannia aspera) هي نوع من النباتات تتبع جنس الهرمانية من الفصيلة الخلنجية.